# Довга депресія
Довга депресія була всесвітньою ціновою та економічною рецесією, що почалася в 1873 і тривала до березня 1879 або 1896, залежно від використаних показників. Найважче це було в Європі та Сполучених Штатах, де спостерігалося потужне економічне зростання, спричинене Другою промисловою революцією протягом десятиліття після Американської громадянської війни. У той час епізод був названий «Великою депресією» і мав це позначення до Великої депресії 1930-х років. Хоча це був період загальної дефляції та загального скорочення, він не мав серйозного економічного спаду Великої депресії.
Велика Британія постраждала найбільше; протягом цього періоду вона втратила частину свого великого промислового лідерства над економікою Європи. Поки це відбувалося, була поширена думка, що британська економіка перебувала в безперервній депресії з 1873 року до 1896 року, і деякі тексти називають цей період Великою депресією 1873—1896, з фінансовими та виробничими збитками, посиленими тривалою рецесією в сільськогосподарському секторі.